# Divergentní syntéza
Divergentní syntéza je jedním ze způsobů vylepšování účinnosti chemické syntézy, často alternativa konvergentní syntézy.
Jednou možností je začít přípravou skupiny chemických sloučenin reakcemi několika výchozích látek. Dalšími reakcemi každé z těchto sloučenin se vytvoří nová generace. Tímto způsobem rychle vzniká řada dalších sloučenin:
- A vytváří v první generaci A1, A2, A3, A4 a A5
- Z A1 vznikají například A11, A12, A13...

Velká skupina nových sloučenin, například sacharidů, se poté prozkoumá a hledají se požadované vlastnosti.
Další možností je využít jednu sloučeninu jako jádro, na které se navazují další, příkladem je divergentní syntéza dendrimerů, kde se v každé generaci navazují další monomery.

## Syntéza zaměřená na diverzitu
Syntéza zaměřená na diverzitu je druh divergentní syntézy zaměřený na diverzitu molekulového řetězce.
V jednom z případů byl produkt Petasisovy reakce (1) funkcionalizován propargylbromidem za tvorby výchozí sloučeniny (2) s 5 funkčními skupinami. Tato molekula byla vystavena řadě různých činidel, čímž vznikaly v první generaci různé řetězce.
b-3: cykloizomerizace pomocí Pd(PPh3)2(OAc)2. c-4: enynová metateze s využitím Hoveydova–Grubbsova katalyzátoru d-5: cykloadice spouštěná CpRu(CH3CN)3PF6 e-6: hydrolýza alkynu pomocí NaAuCl4 v MeOH. f-7: Pausonova–Khandova reakce s Co2(CO)8. g-8: esterifikace hydridem sodným. h-9: oxidace kyselinou m-chlorperoxybenzoovou